# تي أ. بيريل
تي أ. بيريل (بالهولندية: Thomas Anthony Birrell)‏ هو أستاذ جامعي هولندي، ولد في 25 يوليو 1924، وتوفي في 22 مايو 2011 في أكسفورد في المملكة المتحدة.